# Toronto—Danforth
Pour les articles homonymes, voir Toronto (homonymie).
Circonscription électorale fédérale du Canada
Toronto—Danforth (auparavant nommée Broadview–Greenwood) est une circonscription électorale fédérale à Toronto (Ontario) Canada. À la suite de la mort du chef du Nouveau Parti démocratique Jack Layton le lundi 22 août 2011, le candidat du NPD, Craig Scott, a alors été élu à l'élection partielle du lundi 19 mars 2012. La circonscription se situe entre la rivière Don (au nord et à l'ouest), le lac Ontario et l'avenue Coxwell.

## Historique
La circonscription de Braodview–Greenwood a été créée en 1976 avec des parties des circonscriptions de Broadview et de York-Est. La circonscription devint Toronto–Danforth en 2000.

## Liste des députés
| Législature                                                   | Années        | Député        | Député         | Parti         |
| ------------------------------------------------------------- | ------------- | ------------- | -------------- | ------------- |
| Broadview—Greenwood issue de Broadview, York-Est et Greenwood |               |               |                |               |
| 31e                                                           | 1979–1980     |               | Bob Rae        | Néo-démocrate |
| 32e                                                           | 1980–1982     |               | Bob Rae        | Néo-démocrate |
| 32e                                                           | 1982-1984     | Lynn McDonald |                | Néo-démocrate |
| 33e                                                           | 1984–1988     | Lynn McDonald |                | Néo-démocrate |
| 34e                                                           | 1988–1993     |               | Dennis Mills   | Libéral       |
| 35e                                                           | 1993–1997     |               | Dennis Mills   | Libéral       |
| 36e                                                           | 1997–2000     |               | Dennis Mills   | Libéral       |
| Toronto—Danforth                                              |               |               |                |               |
| 37e                                                           | 2000–2004     |               | Dennis Mills   | Libéral       |
| 38e                                                           | 2004–2006     |               | Jack Layton    | Néo-démocrate |
| 39e                                                           | 2006–2008     |               | Jack Layton    | Néo-démocrate |
| 40e                                                           | 2008–2011     |               | Jack Layton    | Néo-démocrate |
| 41e                                                           | 2011–2011     |               | Jack Layton    | Néo-démocrate |
| 41e                                                           | 2011-2012     |               | Vacant         | Vacant        |
| 41e                                                           | 2012-2015     |               | Craig Scott    | Néo-démocrate |
| 42e                                                           | 2015–2019     |               | Julie Dabrusin | Libéral       |
| 43e                                                           | 2019–2021     |               | Julie Dabrusin | Libéral       |
| 44e                                                           | 2021–2025     |               | Julie Dabrusin | Libéral       |
| 45e                                                           | 2025–en cours |               | Julie Dabrusin | Libéral       |

## Résultats électoraux
|       | Candidat             | Parti                                    | # de voix | % des voix |
|       | Benjamin Dichter     | Conservateur                             | +05 478,  | 9,86 %     |
|       | Julie Dabrusin       | Libéral                                  | +23 531,  | 42,34 %    |
|       | (x) Craig Scott (en) | NPD                                      | +22 325,  | 40,17 %    |
|       | Chris Tolley         | Vert                                     | +02 618,  | 4,71 %     |
|       | Elizabeth Abbott     | Animal Alliance Environment Voters Party | +00354,   | 0,64 %     |
|       | John Richardson      | Parti progressiste canadien              | +01 275,  | 2,29 %     |
| Total | Total                | Total                                    | 55 581    | 100 %      |

| Candidat                | Parti                 | # de voix | % des voix |
| ----------------------- | --------------------- | --------- | ---------- |
| Craig Scott (en)        | Néo-Démocrate         | 19 210    | 59,44      |
| Grant Gordon            | Libéral               | 9 215     | 28,51      |
| Andrew Keyes            | Conservateur          | 1 736     | 5,37       |
| Adriana Mugnatto-Hamu   | Vert                  | 1 517     | 4,69       |
| Dorian Baxter (en)      | Progressiste canadien | 208       | 0,64       |
| John Christopher Recker | Libertarien           | 133       | 0.41       |
| Leslie Bory             | Indépendant           | 77        | 0,24       |
| Christopher Porter (en) | Action canadienne     | 75        | 0,23       |
| John C. Turmel (en)     | Indépendant           | 57        | 0,18       |
| Brian Jedan             | Uni                   | 55        | 0,17       |
| Bahman Yazdanfar        | Indépendant           | 36        | 0,11       |

|       | Candidat              | Parti           | # de voix | % des voix |
|       | Katarina von Koenig   | Conservateur    | +06 885,  | 14,32 %    |
|       | Andrew Lang           | Libéral         | +08 472,  | 17,62 %    |
|       | (x) Jack Layton       | NPD             | +29 235,  | 60,8 %     |
|       | Adriana Mugnatto-Hamu | Vert            | +03 107,  | 6,46 %     |
|       | Marie Crawford        | Animal Alliance | +00387,   | 0,8 %      |
| Total | Total                 | Total           | 48 086    | 100 %      |

|       | Candidat            | Parti              | # de voix | % des voix |
|       | Christina Perreault | Conservateur       | +05 274,  | 11,62 %    |
|       | Andrew Lang         | Libéral            | +13 291,  | 29,29 %    |
|       | (x) Jack Layton     | NPD                | +20 416,  | 44,99 %    |
|       | Sharon Howarth      | Vert               | +05 934,  | 13,08 %    |
|       | Marcell Rodden      | Marxiste-léniniste | +00098,   | 0,22 %     |
|       | Marie Crawford      | Animal Alliance    | +00177,   | 0,39 %     |
|       | Bahman Yazdanfar    | Action canadienne  | +00055,   | 0,12 %     |
|       | John Richardson     | Indépendant        | +00129,   | 0,28 %     |
| Total | Total               | Total              | 45 374    | 100 %      |